# Lamidanda
Lamidanda (nep. लामिडाँडा) – gaun wikas samiti we wschodniej części Nepalu w strefie Sagarmatha w dystrykcie Khotang. Według nepalskiego spisu powszechnego z 2001 roku liczył on 535 gospodarstw domowych i 2892 mieszkańców (1507 kobiet i 1385 mężczyzn).